# Úlfkelshæð
Úlfkelshæð är en kulle i republiken Island. Den ligger i regionen Norðurland vestra, 160 km nordost om huvudstaden Reykjavík. Toppen på Úlfkelshæð är 417 meter över havet.
Trakten runt Úlfkelshæð är nära nog obefolkad, med mindre än två invånare per kvadratkilometer. Det finns inga samhällen i närheten. Trakten runt Úlfkelshæð består i huvudsak av gräsmarker.